# Andries Kinsbergen
Andries Kinsbergen (Amsterdam, 25 september 1926 – Antwerpen, 24 juni 2016) was een gouverneur van de provincie Antwerpen.
Hij was doctor in de rechten (VUB). Sedert 1993 was hij minister van staat. Als provinciegouverneur opende hij officiële evenementen en gebouwen, onder meer op 25 februari 1993 het Liers Cultuurcentrum. 
Kinsbergen trad een laatste keer voor het voetlicht met de socialistische ex-minister Jos Wijninckx, na de gemeenteraadsverkiezingen van 2000, toen het Vlaams Blok haar positie als grootste politieke formatie in de stad nog versterkt had. Na in het slop geraakte besprekingen traden zij op als formateurs van een brede rood-blauw-oranje coalitie in het Antwerpse stadsbestuur.

## Loopbaan
- 1951-1967: advocaat aan de balie van Antwerpen
- 1959-1966: assistent aan de VUB
- 1959-1966: docent aan de Rijkshandelshogeschool te Antwerpen
- 1966-1991: hoogleraar aan het RUCA
- 1967-1993: gouverneur van de provincie Antwerpen

- Digitale Bibliotheek voor de Nederlandse Letteren: kins018
- Gemeinsame Normdatei: 1169756735
- International Standard Name Identifier: 0000 0003 9260 8031
- Library of Congress Control Number: no96041392
- Nederlandse Thesaurus van Auteursnamen: 069325790
- Virtual International Authority File: 195544668
- WorldCat: E39PBJjMv3MXBR6c9yfKmRpXVC